# 福島県道376号湖南湊線
福島県道376号湖南湊線（ふくしまけんどう376ごう こなんみなとせん）は、福島県郡山市湖南町から会津若松市湊町に至る一般県道である。

## 概要
全線が猪苗代湖南岸から西岸にかけて湖岸沿い走る風光明媚な路線。市境付近の峠は県道の整備が行われておらず市道での代替となっており途切れている。終点近くでは、会津レクリエーション公園の取り付け道路の役割も持っており、国道49号に向かい現道と旧道の二路線に分かれている。

### 路線データ
- 起点：郡山市湖南町舟津字舟津
- 終点：会津若松市湊町赤井
- 総延長：20.490km[1]
  - 重用延長：0.011km[1]
  - 未供用延長：2.500km[1]
  - 実延長：17.979km[1]
- 砂利道（未舗装）：3.660km[1]
- 路線認定年月日：1985年1月4日[2]

### 未供用区間
- 郡山市湖南町赤津字古志田～会津若松市湊町大字静潟字浜

### 冬季交通不能区間
- 郡山市湖南町舟津字中ノ沢～同市湖南町舟津字鬼沼（延長1.4km）
- 会津若松市湊町大字静潟字御伊瀬下～同市湊町大字静潟字田中前（延長3.5km）
- 会津若松市湊町大字平潟字北向～同市湊町大字静潟字宮ノ前（延長0.8km）
- 会津若松市湊町大字平潟字鵜ノ浦山～同市湊町大字赤井字屋敷（延長3.0km）[3]

### 重用区間
- 福島県道234号舟津福良線（郡山市湖南町舟津字舟津～同市湖南町舟津字中ノ沢）

### 道路施設
崎川橋
- 全長：24.0m
- 幅員：5.0m
- 竣工：1971年[4]

会津若松市湊町大字平潟から湊町大字静潟字浜に至り、一級水系阿賀野川水系原川を渡る。上下対面通行で供用されているが、センターラインの無い狭隘区間である。付近の湖水浴場（崎川浜）は同様の表記ながら「さっか」浜と読むが、当橋梁の読みは「さきかわ」橋である。

## 地理

### 通過する自治体
- 福島県
  - 郡山市 - 会津若松市

### 交差する道路
- 郡山市内
  - 福島県道9号猪苗代湖南線（湖南町舟津字舟津 起点）
  - 福島県道234号舟津福良線 福良方面（湖南町舟津字中ノ沢）
  - 福島県道236号青松浜線（湖南町福良字中浜）
- 会津若松市内
  - 国道49号（湊町大字赤井字戸ノ口・同市湊町大字赤井字笹山原 笹山原北交差点 終点）

### 沿線
- 舟津公園
- 青松浜湖水浴場
- 崎川浜湖水浴場
- 中田浜湖水浴場・マリーナ
- 会津レクリエーション公園
- 小石ヶ浜キャンプ場